# Acutochara
Acutochara, fosilni rod parožina u porodici Characeae. Pripada mu jedna priznata vrsta, i tri nevirificirane.

## Vrste
1. Acutochara chinensis L.Ya.Sajdakovskij - tipična
2. Acutochara gansuensis (Zhen Wang) L.Ya.Sajdakovskij
3. Acutochara jimsarensis (H.N.Lu & Q.X.Luo) L.Ya.Sajdakovskij
4. Acutochara turpanensis (H.N.Lu & S.Zhang) L.Ya.Sajdakovskij